# Асхабов, Хасан Магомедович
Хаса́н Магоме́дович Асха́бов (13 февраля 1995 года, Чечня, Россия) — французский и российский боец смешанных единоборств чеченского происхождения, самбист, чемпион мира по УКАДО 2011 года, чемпион мира WWFC в полулегкой весовой категории (с 2015 года). По состоянию на август 2020 года выступал за Люксембург, провёл 22 боя в MMA, из которых выиграл 20.

## Биография
Хасан Асхабов родился 13 февраля 1995 года в Грозном (Чечня), в один день со своим братом-близнецом Хусейном. Смешанными единоборствами братья начали заниматься с 13 лет под руководством Хусейна Халиева.
В 2011 году Асхабов стал чемпионом мира по УКАДО (универсальное каратэ).
В 2012 году братья переехали во Францию, где стали выступать за парижский клуб «Gladiator fight». В апреле 2013 года Асхабов провёл первый бой в MMA против американца Марка-Давида Курсона (Marc-David Courson). В октябре 2013 года он стал чемпионом Европы по боевому самбо.
В 2015 году Асхабов стал чемпионом мира по грэпплингу по версии Североамериканской Ассоциации Грэпплинга (NAGA, North American Grappling Association). В том же году он завоевал титул чемпиона мира WWFC в полулегкой весовой категории (до 66 кг). Он защищал этот титул 7 раз.
В 2018 году поединок Асхабова с Одинцовым был номинирован на премию WWFC Awards 2018 в номинации «Лучший бой года».
В январе 2025 года на Бали задержали бойца ММА Хасана Асхабова — его подозревают в похищении украинца и вымогательстве $200 тысяч в крипте. По данным полиции, Асхабов с подельниками схватили жертву, завязали глаза, руки и увезли на виллу, где пытали и требовали перевести деньги на крипту.

## Статистика боёв
| Результат       | Дата                  | Турнир                              | Соперник              | Страна     | Раунд | Время | Метод                           |
| --------------- | --------------------- | ----------------------------------- | --------------------- | ---------- | ----- | ----- | ------------------------------- |
| Победа          | 24 сентября 2020 года | iFF 1 iKon Fighting Federation 1    | Клифф Райт            | США        | 2     | 2:24  | Удушающим приемом сзади         |
| Поражение       | 21 сентября 2019      | WWFC 15                             | Лима да Сильва        | Бразилия   | 3     | 5:00  | Единогласное решение            |
| Победа          | 24 марта 2018         | WWFC 10                             | Михаил Одинцов        | Белоруссия | 4     | 3:30  | Сабмишном (удушение гильотиной) |
| Победа          | 27 сентября2017       | WWFC — Cage Encounter 8             | Драган Пешич          | Англия     | 1     | 3:09  | Технический нокаут (удары)      |
| Победа          | 29 марта 2017         | WWFC — Cage Encounter 6             | Хайрэм Родригес       | Нидерланды | 3     | 5:00  | Единогласное решение            |
| Победа          | 17 декабря 2016 года  | WWFC — Cage Encounter 5             | Пауло Гонсалес Сильва | Бразилия   | 3     | 5:00  | Единогласное решение            |
| Победа          | 30 сентября 2016 года | WWFC — Octagon Pride                | Роберт Скуджинс       | Латвия     | 1     | 1:36  | Технический нокаут (удары)      |
| Победа          | 4 октября 2015 года   | WFCA 9 — Grozny Battle              | Серхио Риос           | Бразилия   | 3     | 5:00  | Единогласное решение            |
| Поражение       | 22 августа 2015 года  | WFCA 6 — Grozny Battle              | Эрмис Франса          | Бразилия   | 2     | 0:37  | Сабмишном (удушение гильотиной) |
| Победа          | 13 июня 2015 года     | Грозная битва 3                     | Грегора Вейбл         | Швейцария  | 1     | 3:05  | Технический нокаут (добивание)  |
| Победа          | 4 апреля 2015 года    | WWFC — Cage Encounter 3             | Дамиан Лапилус        | Франция    | 1     | 2:30  | Удушающий приём                 |
| Дисквалификация | 13 декабря 2014 года  | WWFC — Cage Encounter 2             | Дамиан Лапилус        | Франция    | 4     |       | Запрещённый приём               |
| Победа          | 14 июня 2014 года     | WWFC — Cage Encounter               | Петру Йонут           | Румыния    | 1     | 2:02  | Сабмишном (рычаг локтя)         |
| Победа          | 21 декабря 2013 года  | GEFC — Battle on the Gold Mountain  | Игорь Шаранов         | Украина    | 1     | 1:15  | Сабмишном (скручивание пятки)   |
| Победа          | 29 ноября 2013 года   | GEFC — Battle for the Crimea        | Юрий Зарецкий         | Россия     | 1     | 4:35  | Технический нокаут (удары)      |
| Победа          | 31 августа 2013 года  | ECSF — Battle for a Lubart’s Castle | Юрий Еремейчук        | Украина    | 1     | 3:50  | Сабмишном (удушение сзади)      |
| Победа          | 5 июля 2013 года      | ECSF — MMA South Ukraine Cup        | Михаил Саркисян       | Украина    | 2     | 1:54  | Сабмишном (рычаг локтя)         |
| Победа          | 8 июня 2013 года      | GEFC — Urban Legend Prestige 2      | Башир Астифат         | США        | 1     | 4:20  | Сабмишном (скручивание пятки)   |
| Победа          | 27 апреля 2013 года   | ECSF — Urban Legend Prestige        | Фритц Лауд            | Франция    | 2     | 2:25  | Сабмишном (скручивание пятки)   |
| Победа          | 30 марта 2013 года    | ECSF — Strike Punch Championship    | Марк-Давид Курсон     | США        | 1     | 0:47  | Сабмишном (скручивание пятки)   |